# Go Simpsonic with The Simpsons
 (mars 2025).
Albums
The Yellow Album The Simpsons Movie: The Music
(2007)
Go Simpsonic with The Simpsons est un album des Simpson de morceaux tirés d'épisodes.

## Titres
| No  | Titre | Durée |
| --- | --- | ----- |
| 1.  | The Simpsons Main Title (Alf Clausen) |       |
| 2.  | Lisa's Sax - Those Were The Days/WB's Proud To Prensent Theme (Dan Castellaneta, Julie Kavner et Nancy Cartwright)                                                                         |       |
| 3.  | All Singing, All Dancing - Gonna Paint Our Wagon Theme & Reprise/ A Singing, Dancing… (Dan Castellaneta, Julie Kavner, Nancy Cartwright, Hank Azaria et Yeardley Smith)                    |       |
| 4.  | We Put the Spring in Springfield (Dan Castellaneta, Harry Shearer et Tress MacNeille) |       |
| 5.  | Simpsoncalifragilisticexpiala(Annoyed Grunt)cious - Turkey In The Straw/Minimum Wage Nanny (Dan Castellaneta, Julie Kavner, Nancy Cartwright et Yeardley Smith)                            |       |
| 6.  | Cut Every Corner (Dan Castellaneta, Nancy Cartwright, Hank Azaria, Yeardley Smith et Maggie Roswell)                                                                                       |       |
| 7.  | A Boozehound Named Barney (Dan Castellaneta, Nancy Cartwright, Hank Azaria et Yeardley Smith)                                                                                              |       |
| 8.  | Happy Just the Way We Are (Dan Castellaneta, Julie Kavner, Nancy Cartwright, Yeardley Smith et Harry Shearer)                                                                              |       |
| 9.  | Simpsoncalifragilisticexpiala(D'oh)cious End Credits Suite (Alf Clausen) |       |
| 10. | Cash and Cary (Dan Castellaneta, Nancy Cartwright, Yeardley Smith et Harry Shearer) |       |
| 11. | Meet The Flintstones (Dan Castellaneta) |       |
| 12. | Underwater Wonderland (Dan Castellaneta et Julie Kavner) |       |
| 13. | Happy Birthday, Mr. Burns (Ramones et Harry Shearer) |       |
| 14. | The Field of Excellence (Nancy Cartwright, Yeardley Smith, Harry Shearer et les chanteurs des Awards)                                                                                      |       |
| 15. | The Itchy & Scratchy & Poochie Show Theme |       |
| 16. | Poochie Rap Song (Dan Castellaneta et Harry Shearer) |       |
| 17. | The City of New York vs. Homer Simpson - No Regards - You're Checkin' In (Alf Clausen, Julie Kavner, Nancy Cartwright et Yeardley Smith)                                                   |       |
| 18. | Quimby Campaign Commercial (Hank Azaria et Harry Shearer) |       |
| 19. | The Simpsons End Credits Theme (Sonic Youth) |       |
| 20. | Trash of the Titans - Before The Garbage, Man! - The Garbageman (Dan Castellaneta, Julie Kavner, Nancy Cartwright et Yeardley Smith)                                                       |       |
| 21. | Canyonero (Hank Williams, Jr.) |       |
| 22. | Everyone Loves Ned Flanders (Dan Castellaneta, Nancy Cartwright et Harry Shearer) |       |
| 23. | Scorpio End Credits (Sally Stevens) |       |
| 24. | Chief Wiggum, P.I. Main Title (Alf Clausen et Phil Hartman) |       |
| 25. | The Love-Matic Grampa Main Title (Phil Hartman) |       |
| 26. | The Simpsons Spin-Off Show Case - The Simpsons Family Smile-Time Variety Hour Opening Theme (Dan Castellaneta, Julie Kavner, Nancy Cartwright, Harry Shearer, Pamela Hayden et Tim Conway) |       |
| 27. | The Ballad of Jebediah Springfield (Rick Logan, Dick Wells et Tommy Morgan) |       |
| 28. | In Marge We Trust - Kland And Koto - Mr. Sparkle' Theme & Logo (Dan Castellaneta, Nancy Cartwright, Yeardley Smith et Sab Shimono)                                                         |       |
| 29. | Krusty the Clown Main Title (Alf Clausen) |       |
| 30. | Cape Feare - Any Last Requests? - H.M.S. Pinafore - Bart's Holding the Buttercup Bart and Bop Bop (Nancy Cartwright et Kelsey Grammer)                                                     |       |
| 31. | Mr. Plow (Dan Castellaneta, Nancy Cartwright et Yeardley Smith) |       |
| 32. | Plow King (Dan Castellaneta, Hank Azaria et Linda Ronstadt) |       |
| 33. | Kamp Krusty Theme Song (Hank Azaria) |       |
| 34. | The Simpsons End Credits Theme (Dan Castellaneta et Terry Harrington) |       |
| 35. | Union Strike Folk Song (Parts 1 & 2) (Yeardley Smith et Harry Shearer) |       |
| 36. | Rappin' Ronnie Reagan (Dan Castellaneta et Harry Shearer) |       |
| 37. | Cletus the Slack-Jawed Yokel! (Hank Azaria, Rick Logan, Dick Wells et Tress MacNeille) |       |
| 38. | Ya-Hoo Main Title (Alf Clausen) |       |
| 39. | The Land of Chocolate (Dan Castellaneta, Hank Azaria et Phil Hartman) |       |
| 40. | Skinner & the Superintendent Theme (Hank Azaria) |       |
| 41. | Presidents' Song (Harry Shearer) |       |
| 42. | The Star-Spangled Banner (Harry Shearer et Daryl Coley) |       |
| 43. | Talkin' Softball (Terry Cashman) |       |
| 44. | Like Father, Like Clown - A Warm Round - Oh, My Papa - A Love Thing (Dan Castellaneta, Hank Azaria et Jackie Mason)                                                                        |       |
| 45. | Blessed Be the Guy That Bonds (Sally Stevens) |       |
| 46. | You're Gonna Like Me (The Gabbo Song) (Lil' Weenis, Harry Shearer et Pamela Hayden) |       |
| 47. | Can I Borrow a Feeling? (Hank Azaria et Maggie Roswell) |       |
| 48. | The Simpsons End Credits Theme (Alf Clausen) |       |
| 49. | We Love to Smoke (Julie Kavner) |       |
| 50. | Apu in The Jolly Bengali Theme |       |
| 51. | The Garbageman Can (Long Demo Version) |       |
| 52. | Señor Burns (Long Version) (Tito Puente) |       |
| 53. | Happy Birthday, Mr. Smithers (Harry Shearer) |       |